# Фокстрот (фильм, 2017)
«Фокстрот» (ивр. פוֹקְסטְרוֹט‎) — израильский фильм 2017 года, сценаристом и режиссёром которого выступил Самуэль Маоз. В главных ролях — Лиор Ашкенази и Сара Адлер. Они играют семейную пару, которую оповещают о гибели их сына, солдата АОИ при исполнении служебного долга.
Фильм показывался в рамках конкурсной программы на 74-м Международном венецианском кинофестивале, где завоевал Приз Большого жюри — Серебряный лев. Он также показывался в секции «Специальные показы» на Международном кинофестивале в Торонто в 2017 году. Он выиграл премию «Офир» в номинации «Лучший фильм», став, таким образом, представителем от Израиля в номинации «Лучший фильм на иностранном языке» на 90-й церемонии вручения Оскара. Позже в тот же год он вошёл в шорт-лист, который был объявлен в декабре, но в итоге не был номинирован на получение премии.

## Сюжет
Михаэль и Дафна Фельдман, богатая пара, живущая в Тель-Авиве, узнаёт, что их сын Йонатан, проходящий срочную службу в рядах Армии обороны Израиля, пал при исполнении. Представители израильского командования отказываются сообщить обезумевшим родителям где и как именно погиб Йонатан, а также найдено ли его тело. Через несколько часов их снова оповещают, как бы невзначай, что произошла ошибка и погиб другой солдат, которого тоже зовут Йонатан Фельдман. Разозлившийся Михаэль требует, чтобы АОИ немедленно доставила Йонатана домой.
Действие перемещается в то место, где служит Йонатан, один из 4 солдат на пустынном КПП в примитивных условиях. Однажды поздней ночью солдаты расстреливают в машине четырёх арабских подростков, в суматохе приняв выброшенную из машины пивную банку за гранату. Командование присылает бульдозер, который закапывает машину и погибших внутри неё, а старший офицер АОИ предупреждает солдат не рассказывать об этом случае. Позднее, когда Йонатана везут домой в Тель-Авив, водитель военного джипа не справляется с управлением, пытаясь объехать вышедшего на узкую, разбитую дорогу верблюда, машину заносит и она падает с обрыва.
В последних сценах фильма показываются Михаэль, Дафна и Альма, младшая сестра Йонатана, через 6 месяцев после его гибели.

## В ролях
- Лиор Ашкенази — Михаэль Фельдман
- Сара Адлер — Дафна Фельдман, жена Михаэля
- Йонатан Ширай — Йонатан Фельдман, сын Михаэля и Дафны
- Шира Хаас — Альма Фельдман, дочь Михаэля и Дафны
- Йехуда Альмагор — Авигдор, брат Михаэля
- Карин Уговски — мать Михаэля и Авигдора
- Илиа Грош — сестра Дафны

## Рейтинги, принятие фильма и критика

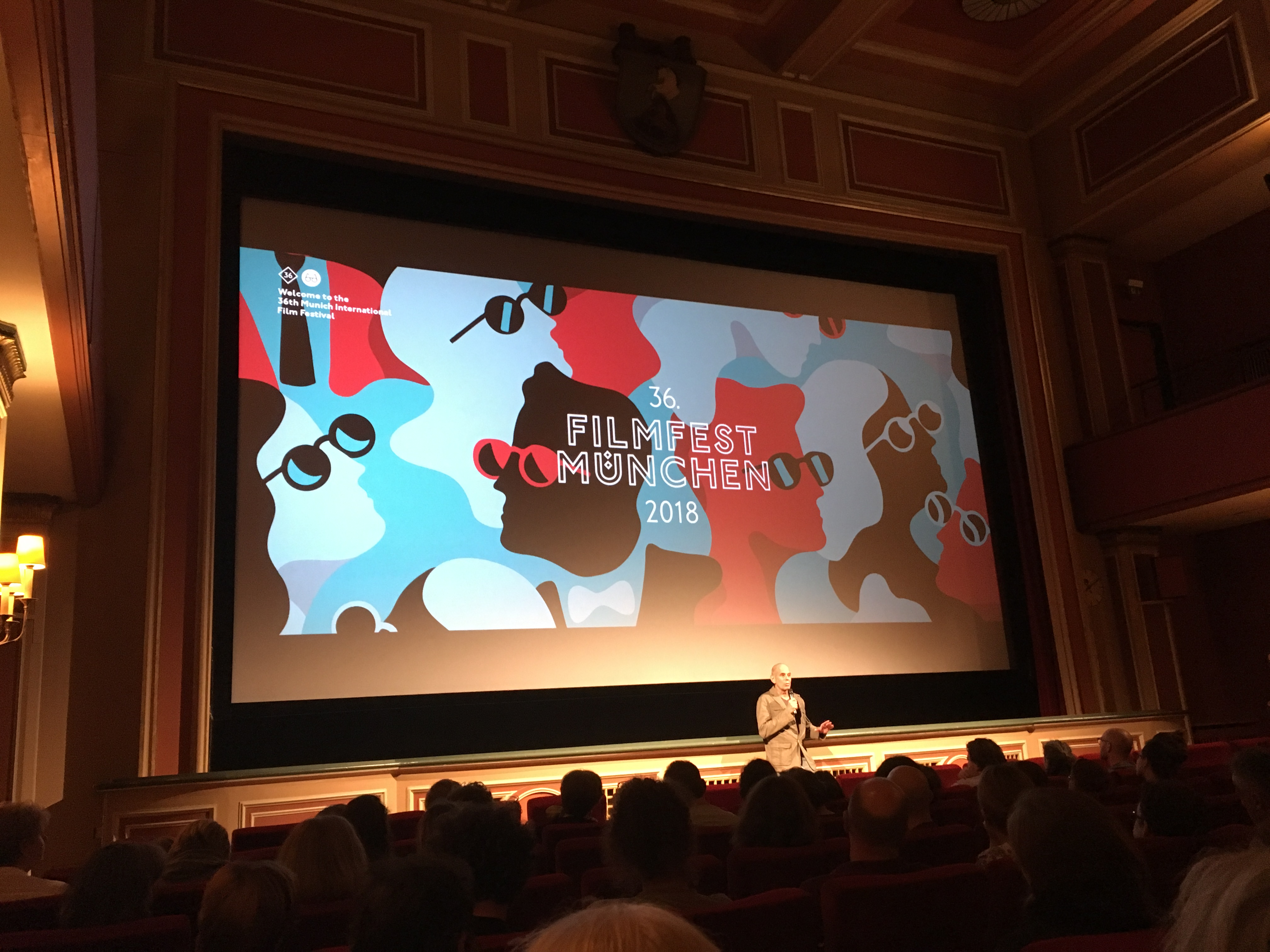
Режиссёр Самуэль Маоз представляет фильм на Мюнхенском международном кинофестивале, 6 июля 2018 года, Мюнхен, Германия.

### Критика
На сайте «Rotten Tomatoes» у фильма рейтинг одобрения 96 %, основанный на 112 рецензиях, со средним рейтингом 8,2/10. Критическое заключение сайта: «„Foxtrot“ поднимает актуальные темы для того, чтобы донести избитое общественно-политическое заявление, которое в равной степени воспринимается эффективно как поглощающая, хорошо-действующая драма.» На «Metacritic» фильм имеет взвешенную оценку 92 балла из 100, основываясь на 20 рецензиях, что означает «всеобщее признание».

### Награды и номинации
- 2017 — Гран-при жюри на 74-м Венецианском кинофестивале[10], а также приз Arca CinemaGiovani и почётное упоминание SIGNIS.
- 2017 — участие в основной конкурсной программе Вальядолидского кинофестиваля.
- 2017 — 8 премий «Офир»: лучший фильм, лучший режиссёр (Самуэль Маоз), лучший актёр (Лиор Ашкенази), лучшая операторская работа (Гиора Бейях), лучший монтаж (Арик Лахав-Лейбович), лучшая работа художника-постановщика (Арад Сават), лучшая музыка (Офир Лейбович, Амит Познански), лучший звук (Алекс Клод). Кроме того, лента получила 5 номинаций: лучший сценарий (Самуэль Маоз), лучшая актриса второго плана (Шира Хаас), лучший кастинг (Хамуталь Зерем), лучшие костюмы (Лора Шейм), лучший грим (Орли Ронен).[5]
- 2017 — премия Национального совета кинокритиков США за лучший фильм на иностранном языке.
- 2017 — номинация на Азиатско-Тихоокеанскую кинопремию за лучший фильм.
- 2018 — две номинации на премию Европейской киноакадемии: лучший европейский режиссёр (Самуэль Маоз), премия европейских университетов (Самуэль Маоз).
- 2018 — Гран-при Люксембургского кинофестиваля.
- 2018 — номинация на приз ARRI/OSRAM Award Мюнхенского кинофестиваля за лучший международный фильм.
- 2018 — номинация на премию «Спутник» за лучший международный фильм.
- 2018 — Гран-при Московского еврейского кинофестиваля.

### Полемика
Так как фильм «Фокстрот» показывает солдат Армии обороны Израиля, расстреливающих четверых арабских подростков, он был осуждён израильским министром культуры и спорта Мири Регев после того, как выиграл Гран-при жюри в Венеции. Регев назвала фильм «результатом самобичевания и сотрудничества с антиизраильскими сценаристами». В ответ режиссёр фильма Самуэль Маоз сказал: «Если я критикую место, в котором я живу, то только потому, что мне есть до этого дело. Я делаю это, потому что хочу защитить его. Я делаю это из любви [к этому месту].»
В последующем заявлении Регев сказала, что это было «возмутительно, что израильские актёры способствуют подстрекательству молодого поколения против самой моральной армии в мире, распространяя ложь в форме искусства.»